# プレーオフ制度 (日本プロ野球)
日本プロ野球における、プレーオフ制度（プレーオフせいど）について解説する。

## 勝率1位同士によるプレーオフ
日本プロ野球では2005年まで、各リーグ公式戦の全日程終了時点で複数球団の勝率（もしくは勝利数）が全く同一の状態で1位に並んだ場合には、プレーオフを実施してリーグ優勝球団を決定する旨が取り決められていた。このようなケースでプレーオフを実施する可能性が生じたことは過去に何回かあったものの、実際にプレーオフを実施するに至ったケースは1回もない。
2007年にクライマックスシリーズが導入されたことに伴い、複数のチームが同じ勝率で並んだ際の順位決定方式が規定されたため、現在では複数球団の勝率が並んだ場合でもプレーオフは実施されない。

### 1946年（1リーグ時代）
この年はグレートリングが65勝37敗2分け（勝率.637）、巨人が64勝38敗2分け（勝率.627）で最終戦を迎えることとなったが、巨人が勝ってグレートリングが敗れると65勝38敗2分け（勝率.631）で並ぶため、プレーオフが実施されることになっていた。しかし、巨人がセネタースに敗れたため、グレートリングが中部日本戦を待たずに球団史上初の優勝を決めた。
パシフィックは、この年戦前からの既存チームでプレーしていた白石敏男（元巨人）と藤井勇（元阪神）を入団させたが、両選手の帰属を巡って巨人と阪神が提訴し連盟が調査中だった。その最中にも拘らず試合に出場させたとして没収試合を4試合経験した。これによりパシフィックがグレートリングからあげた1勝が負け扱いされた。これがパシフィックの負け扱いにされていなければグレートリングの最終成績は64勝39敗2分け（勝率.621）で巨人と同率となり、プレーオフが実施されていたことになる。

### 1952年のパ・リーグ
この年は予選リーグとして7チームの18回総当り（1チーム108試合）を行い、上位4チームが決勝リーグとしてさらに4回総当り（同12試合）を実施。上位4チームの成績は予選と決勝の総合成績で決定するという変則的なリーグ戦として実施された。
予選と決勝の末、南海ホークスと毎日オリオンズが同勝率でシーズン終了となる可能性があった。120試合を終了した時点で、南海は75勝44敗1分け（勝率.630）、一方毎日は75勝45敗0分け（勝率.625）で本来なら南海優勝であるが、順位決定に際して「最終順位の変動をきたす恐れのある試合は再試合を行う」という取り決めから、このシーズン南海が唯一引き分けた大映との間で再試合を行うことになった。
仮に南海がこの試合に敗れた場合、南海・毎日とも75勝45敗（勝率.625）で並んでしまい、優勝決定戦に持ち越される可能性があったが、南海がこの大映戦を制してパ・リーグ初の2連覇を飾った。
なお、この方式では上位4チームと下位3チームとの成績を単純に比べられないことや、さらに「下位球団の切り捨てだ」という批判が出たこと、また決勝リーグ進出を果たせなかったチームからの苦情等により、1年で廃止された。

### 1963年のパ・リーグ
この年は序盤から独走だった南海と西鉄ライオンズが熾烈な優勝争いを繰り広げ、10月中旬の時点でも優勝チームが決まらず、西鉄が残り4試合の時点で南海は85勝61敗4分け（勝率.582）でシーズンを終了。
82勝60敗4分け（勝率.577）の西鉄は残り4試合全てが近鉄バファローズとホームの平和台野球場での対戦であり、4試合の成績で1敗1分けまたは2敗ならば南海の優勝、3勝1敗ならばプレーオフ（3試合2勝制）、3勝1分けまたは4連勝ならば西鉄の逆転優勝という状態になったが、西鉄は4連勝で逆転優勝。

### 1966年のパ・リーグ
この年は10月6日に首位の南海が79勝51敗3分け（勝率.608）で全日程を終えたが、同日時点で2位の西鉄が75勝51敗8分け（勝率.595）でまだ逆転優勝の可能性を残しており、残り4試合に西鉄が全勝すればプレーオフという状況だった。しかし、西鉄は初戦となる10月9日の東映戦に1-2で敗れ、南海のパ・リーグ3連覇が決まった。

### 1968年のパ・リーグ
この年は2連覇を目指す阪急と2年ぶりの王座奪回に燃える南海がともに残り1試合の段階で79勝50敗（勝率.612）で並んでいた。最終戦はともに10月11日で、阪急が西宮での東京オリオンズ戦、南海が日生での近鉄戦で、両チームの最終戦の結果が同じだった場合にプレーオフが行われる可能性があった。プレーオフは10月13日から3戦2勝制で行われる予定になっており、実施の場合日本シリーズ開幕も10月16日からに延期されることになっていた。
まず先に始まった西宮で阪急が9回裏に矢野清のタイムリーで同点に追いつき、延長11回に矢野が今度はソロ本塁打を放ち、東京に3-2とサヨナラ勝ち。気の早い阪急ナインはこの時点ではまだ優勝が決定していないにもかかわらず西本幸雄監督を胴上げしたが、西宮の試合が終わった8分後に日生で南海が近鉄の鈴木啓示を打ち崩せず敗れ、阪急がリーグ2連覇を達成した。
南海の監督の鶴岡一人はこの最終戦後に監督を退任。在任期間23年間であった。

### 1991年のセ・リーグ
この年は一時阪神を除いた5球団が24勝・2ゲーム差以内にひしめくという混戦から広島と中日が抜け出したが、9月30日時点で68勝48敗2分け（勝率.586）の広島を、中日が3.5ゲーム差（67勝54敗1分け、勝率.554）で追いかける展開となっていたものの、前年から引き分け再試合制度が導入され、しかもまだ直接対決を6試合残していたため、その後の成績如何では広島と中日が同率でシーズンを終える可能性が残っていた。しかし、10月3日からの直接対決2連戦で広島が連勝して優勝に大きく前進。9日からの直接対決2連戦も1勝1敗で乗り切った広島が13日の阪神戦（ダブルヘッダー第2試合）で優勝を決めた。

### 1992年のセ・リーグ
この年は同リーグで最もプレーオフに近かったケースである。10月になってもヤクルト、阪神、巨人、広島の4チームに自力優勝の可能性が生じていたが、まず広島が優勝争いから脱落した。
この時点ではヤクルト・阪神・巨人の3チームが同率で並ぶ可能性が残されていた。そこで、セ・リーグ史上初の事態に備えるため、1回目の「プレーオフ委員会」が招集され、2チーム同率のときは3戦2勝制のプレーオフ、3チーム同率のときは1試合ずつ対戦相手を変えて2敗したチームが脱落、2チームが脱落するまで繰り返す「三つ巴戦方式」（大相撲の巴戦とは条件が異なる）のプレーオフを行うことがまず決定されたが、その後巨人が脱落。
この時点でヤクルトが68勝60敗1分け（勝率.531）、阪神が66勝62敗2分け（勝率.515）で、甲子園での直接対決2試合のみが残された。ヤクルトは1勝すれば優勝、阪神は2連勝しなければプレーオフに持ち込めない状況となった。
そこで2回目の「プレーオフ委員会」が招集され、「3戦2勝制とし、第1試合は甲子園、第2試合は神宮とそれぞれのホームで1試合ずつこなし、もし1勝1敗の場合の決勝戦=第3試合、あるいは雨天中止の予備会場は日本シリーズが10月17日開催に迫っていることなどを踏まえ、東京ドームを借りて行う」という取り決めが定められた。しかし、その2連戦の最初の試合でヤクルトが勝ちリーグ優勝。プレーオフは実施されなかった。

### 1994年のセ・リーグ
この年は巨人が独走し8月18日に早くもマジック25を点灯させ、24日には中日に9.5ゲーム差をつけたが、翌日からの20試合で4勝16敗と急失速。この間を14勝7敗で乗り切った中日に、9月末の時点で66勝59敗（勝率.528）と並ばれてしまった。残り試合はともに5試合。10月1日・2日はともに白星を重ねたが、4日のヤクルト戦で中日が1-4で敗れ、翌5日には巨人がヤクルトに6-0で勝った。このため巨人が6日のヤクルト戦で勝ち、中日が6日の阪神戦と8日の巨人戦に連勝して、両チームがともに70勝60敗（勝率.538）でシーズンを終了するか、あるいは巨人が6日のヤクルト戦で負け、中日が6日の阪神戦に負けて8日の巨人戦に勝ち、両チームがともに69勝61敗（勝率.531）でシーズンを終了するかで、プレーオフに持ち込まれる可能性が出てきたため、セ・リーグは臨時のプレーオフ委員会を開催した。
しかし、6日の試合で中日は阪神に10-2で勝ったものの巨人がヤクルトに2-6で敗れた結果、残り1試合で両チームが69勝60敗（勝率.535）で並んだため、8日の直接対決が雌雄を決する一戦となり、プレーオフは実現しなかった（当時は引き分け再試合制度があったため、両軍が8日の対決で引き分けた場合、再試合が実施されることになっていた）。なお、最終戦は6-3で巨人が勝利した。

### 1996年のセ・リーグ
この年は序盤から広島が独走したが、7月6日の時点で11.5ゲーム差をつけられていた巨人がメークドラマと呼ばれる猛烈な追い上げを見せ、10月5日の時点で残り2試合で75勝53敗（勝率.586）とし、優勝に王手をかけていた。しかし、巨人と同じく猛烈な追い上げを見せた中日は、同日現在残り3試合で72勝55敗（勝率.567）であり、直接対決も2試合残っていた（つまり、巨人の残り2試合はともに中日戦であった）ことから、中日が残り3試合に全勝すれば両チームが75勝55敗（勝率.577）で並ぶため、プレーオフが実施されることになっていた。しかし、巨人が10月6日の直接対決第1ラウンドに勝利して優勝を決め、プレーオフは幻となった。なお、この試合がナゴヤ球場最後の公式戦であった。

## 1936年（1リーグ時代）のプレーオフ
春季大会は東京巨人軍はアメリカ遠征のため不参加、また名古屋金鯱軍も結成記念リーグ大会を終えるとアメリカに遠征したため、公式戦でありつつ優勝チームを決めなかった。
夏季大会では東京、大阪、名古屋の3大都市でのトーナメント戦で優勝したチームによるプレーオフが予定されていた。しかし、会場の調達が出来なかったため、優勝預かりとなっている。
秋季リーグは3大都市での総当りリーグ5回、トーナメント2回の都合7大会それぞれ優勝したチームに勝ち点1（複数均等割り）を与え、その合計勝ち点の多いチームがリーグ優勝となる。だが、東京巨人軍と大阪タイガースが勝ち点2.5ずつを分け合ったため、3戦2勝制の同点決勝を行い、2勝1敗で制した東京巨人軍が最初のチャンピオンに輝いた。

## 前期優勝チームと後期優勝チームによるプレーオフ

### 1937年・1938年（1リーグ時代）
春季・秋季の2ステージで争い、1937年は春季が東京巨人軍、秋季は大阪タイガース、1938年は春季が大阪タイガースの連覇、秋季は東京巨人軍がそれぞれ優勝して、それぞれ大リーグのワールドシリーズの方式に倣った7戦4勝制による年間総合優勝決定戦を開催。それぞれ4勝2敗、4連勝で東京巨人軍を下した大阪タイガースが日本一の座に就いたが、この2年間は春季・秋季のそれぞれのステージが独立したシーズンの扱いと見なされていたため、ステージ優勝に関しては通算の優勝回数にカウントされているが、年間チャンピオンはノーカウントとなっている。

### 1973年 - 1982年のパ・リーグ
人気低下などプロ野球再編問題に伴い、前期・後期の2シーズン制を導入。前期と後期の優勝チームが異なる場合にプレーオフが実施された。
年間26回総当り（同130試合）を前・後期各13回ずつ（65試合）に区切り、それぞれのステージ優勝を決める。前期と後期でステージ優勝チームが異なる場合、5戦3勝制による優勝決定戦を施行した（同一チーム完全優勝の場合は開催せず）。ホームゲームに関しては、第1・2戦は前期1位チーム、第3-5戦は後期1位チームのそれぞれのホームスタジアムで行った。年間順位はプレーオフの勝者が1位で、2位以下は前後期通算の勝率順とした。このため、プレーオフに敗れたチームが、プレーオフに出場しなかったチーム（2位チーム）の前後期通算勝率を下回り、年間順位が3位になったこともあった（1977年及び1981年のロッテ）。また同制度初年度である1973年の南海（前期優勝）は前後期通算勝率では3位であるが、リーグ優勝である。
なお、個人賞に関しては前後期130試合の成績のみで決定し、プレーオフでの成績は加算されない。（2004-2006年の上位3強順位決定戦、及びそれを発展させた2007年以後のクライマックスシリーズの方式も同様）
これにより、年間最高勝率であるがプレーオフに敗退し日本シリーズに出場できなかったケースが1973年阪急、1975年近鉄、1979年阪急、1982年日本ハムの4回発生している。なお、年間最高勝率でありながらプレーオフ進出すらできなかったケースは発生していない。

#### 対戦成績（1973年 - 1982年）
| 年             | 開催球場（第1・2戦）                     | 開催球場（第3 - 5戦）                    | 勝利チーム                               | 成績                                     | 星取表                                   | 敗戦チーム                               | 最優秀選手                               | 敢闘賞                                   |
| -------------- | ---------------------------------------- | ---------------------------------------- | ---------------------------------------- | ---------------------------------------- | ---------------------------------------- | ---------------------------------------- | ---------------------------------------- | ---------------------------------------- |
| 1973年（詳細） | 大阪                                     | 西宮                                     | 南海（前）                               | 3勝2敗                                   | ○●○●○                                    | 阪急（後）                               | 佐藤道郎                                 | 住友平                                   |
| 1974年（詳細） | 西宮                                     | 宮城                                     | ロッテ（後）                             | 3勝0敗                                   | ○○○                                      | 阪急（前）                               | 村田兆治                                 | 長池徳二                                 |
| 1975年（詳細） | 西宮                                     | 藤井寺                                   | 阪急（前）                               | 3勝1敗                                   | ●○○○                                     | 近鉄（後）                               | 長池徳二                                 | 有田修三                                 |
| 1976年         | 前後期とも阪急優勝のためプレーオフ行わず | 前後期とも阪急優勝のためプレーオフ行わず | 前後期とも阪急優勝のためプレーオフ行わず | 前後期とも阪急優勝のためプレーオフ行わず | 前後期とも阪急優勝のためプレーオフ行わず | 前後期とも阪急優勝のためプレーオフ行わず | 前後期とも阪急優勝のためプレーオフ行わず | 前後期とも阪急優勝のためプレーオフ行わず |
| 1977年（詳細） | 西宮                                     | 宮城                                     | 阪急（前）                               | 3勝2敗                                   | ○●●○○                                    | ロッテ（後）                             | 山田久志                                 | 三井雅晴                                 |
| 1978年         | 前後期とも阪急優勝のためプレーオフ行わず | 前後期とも阪急優勝のためプレーオフ行わず | 前後期とも阪急優勝のためプレーオフ行わず | 前後期とも阪急優勝のためプレーオフ行わず | 前後期とも阪急優勝のためプレーオフ行わず | 前後期とも阪急優勝のためプレーオフ行わず | 前後期とも阪急優勝のためプレーオフ行わず |                                          |
| 1979年（詳細） | 大阪                                     | 西宮                                     | 近鉄（前）                               | 3勝0敗                                   | ○○○                                      | 阪急（後）                               | 山口哲治                                 | 稲葉光雄                                 |
| 1980年（詳細） | 川崎                                     | 大阪                                     | 近鉄（後）                               | 3勝0敗                                   | ○○○                                      | ロッテ（前）                             | 平野光泰                                 | 有藤道世                                 |
| 1981年（詳細） | 川崎                                     | 後楽園                                   | 日本ハム（後）                           | 3勝1敗1分                                | ○△○●○                                    | ロッテ（前）                             | 柏原純一                                 | 村田兆治                                 |
| 1982年（詳細） | 西武                                     | 後楽園                                   | 西武（前）                               | 3勝1敗                                   | ○○●○                                     | 日本ハム（後）                           | 大田卓司                                 | 工藤幹夫                                 |

## 勝率1位と2位によるプレーオフ（1983年 - 1985年のパ・リーグ）
1983年 - 1985年のパ・リーグでは年間26回総当り（同130試合）を行い、1位と2位のゲーム差が5ゲーム差以内に接近した場合に最大5試合のプレーオフを実施。プレーオフ開催分を合わせた勝率で順位を決定する変則1シーズン制が採用された。この形式は番勝負ではないため、最大135試合の間に逆転の可能性がなくなった時点で終了することとなっていた（例えば、130試合終了時点で1位と2位が4ゲーム差だった場合、プレーオフは1位チームが1勝した時点で終了。実質的に今日のクライマックスシリーズにおけるアドバンテージを上位チームにとってさらに有利にしたものと言える。）。
しかし、この3年間は優勝チームがすべて5ゲーム差を超える独走だった（1983年は西武が2位と17ゲーム差、1984年は阪急が8.5ゲーム差、1985年は西武が15ゲーム差）。そのため、プレーオフは一度も実施されず「幻のプレーオフ」となった。

## 勝率1位と勝利数1位によるプレーオフ（2001年 - 2006年のセ・リーグ）
2001年 - 2006年のセ・リーグでは、公式戦全日程終了時点で勝利数1位のチームと勝率1位のチームが異なる場合にプレーオフを実施する旨を定めていた。このため、新聞紙上では勝率1位が確定した時に0になる「勝率1位決定マジック」と勝率1位と勝利数1位が確定した時に0になる「優勝決定マジック」の2つが登場し、勝率1位決定マジックが0になったのに優勝決定マジックが0にならなかった場合にプレーオフが開催されることになっていた。
導入初年度の2001年は勝利数を優先し、勝利数が同じ場合は勝率順で決定していた。これにより、シーズン中は試合の消化ペースが速い球団が上位になり、また順位表においても勝利数と勝率の2つの順位を表記しなければならず、多少なりの混乱をきたした。その結果、勝率で横浜を上回っていた広島が勝利数で下回り、横浜が3位（69勝67敗4分、勝率.507）、広島が4位（68勝65敗7分、勝率.511）という結果となった（もしこのルールが無ければ、広島は1997年以来4年ぶりのAクラス入りを達成し、連続Bクラス（1998年～2012年）のシーズンもこの年で途切れていた。また、1997年の広島のAクラス入りは勝率5割を割っていたので（97年は66勝69敗、勝率.489の3位）広島としてはその前年の1996年以来（96年は71勝59敗、勝率.546の3位）、5年ぶりとなる勝率5割以上でのAクラスも幻のものとなった）。
2002年からは勝率を優先し、勝率が並んだ場合に勝利数で決定する方式に改めた。但し、勝利数が多くても勝率順位で3位を下回った場合はプレーオフの進出資格を喪失し、勝率1位の球団がリーグ優勝となる（この場合でも、勝利数で勝率2位の球団を下回った場合はプレーオフを実施する）。
この形式によるプレーオフ開催の可能性は生じたものの、実際には一度も実施に至らなかった。 

### 2001年のセ・リーグ
この年は巨人が75勝63敗2分け（勝率.543）でシーズンを終えたが、ヤクルトは10月4日時点で74勝55敗6分け（勝率.574）であった。この時点でヤクルトは5試合を残していたが、仮に残り5試合に全敗すると74勝60敗6分け（勝率.552）となり、ヤクルトの勝率1位は決まっていたが勝利数では依然巨人が上回るため、ヤクルトが残り5試合で1勝もできなかった場合にプレーオフが実施されることになっていた。しかしヤクルトは10月6日に横浜を下し、巨人の勝利数に並んだことでリーグ優勝が決定したため、プレーオフは実施されなかった。

### 2005年のセ・リーグ
この年は9月8日時点で阪神が72勝49敗5分け（勝率.595、残り20試合）で首位にいたが、中日も69勝52敗1分け（勝率.570、残り24試合）で追っており、成績如何では阪神が勝率1位となっても中日が勝利数1位でシーズンを終える可能性があった。そのため、プレーオフ委員会が9月9日と15日に開催され、10月15日から17日まで1回戦甲子園、2回戦以降ナゴヤドームという日程で開催されることが決定した。しかし9月10日に阪神に勝率1位決定マジック15、13日に優勝決定マジック13が点灯。29日に阪神の優勝が決まり、プレーオフは実施されなかった。

## 勝率1位・2位・3位によるプレーオフ（2004年 - 2006年のパ・リーグ）
2004年のパ・リーグでは、年間27回総当り（同135試合）のレギュラーシーズン、2005・2006年は年間20回総当り（同100試合）とセ・パ交流戦（同36試合）の合計136試合の上位3チーム（Aクラスを確保したチーム、事実上の予選リーグ）がステップラダートーナメントによるプレーオフに進出する方式が採用された。

### 2004年・2005年の開催方式
- 第1ステージ - レギュラーシーズンの2位と3位が3戦2勝制で対戦。
  - 試合の興行権利はレギュラーシーズンの2位チームが全試合獲得する。
- 第2ステージ - 第1ステージの勝者とレギュラーシーズンの1位チームが5戦3勝制で対戦しリーグ優勝を決める。
  - 但し、1位チームがレギュラーシーズンで第1ステージの勝者に5ゲーム差以上つけていた場合、1位チームには1勝分のアドバンテージが与えられる。
  - 試合の興行権利はレギュラーシーズンの1位チームが全試合獲得する。

- 延長は12回までの引き分け制が採用されるが、成績がタイの場合（第1ステージでの1勝1敗1分けや第2ステージでの2勝2敗1分けなど）は対戦チームのレギュラーシーズン成績上位チームが勝ち抜けとなる。
- 年間順位は1位が第2ステージの勝者で、2位以下は残りチームを勝率順に並べる。
  - これにより優勝チーム以外はプレーオフの成績による年間順位の変動はない。レギュラーシーズンの3位チームが第1ステージを勝ちあがって（2位チームを負かして）第2ステージに進んでも、そこで敗退すれば年間順位は2位ではなく3位として扱われる。
  - レギュラーシーズンの3位チームが第1ステージを勝ちあがって、さらに第2ステージにおいて勝利すれば年間順位は1位となる。同時にレギュラーシーズン1位チームが年間2位に、レギュラーシーズン2位チームが年間3位にという具合に1順位ずつ繰り下がる。

レギュラーシーズンでの順位が同率となった場合、下記のような形式で開催されることとなっていた。
- レギュラーシーズン1位のチームが2チームある場合
  - 第1ステージは行わず（3位チームのプレーオフ出場なし）、1位の2チームで第2ステージのみを行う。
  - この場合の興行権利は前年のレギュラーシーズン成績上位のチームが全試合獲得する。
  - このケースで第5戦が終わって成績がタイの場合、第5戦の翌日に延長無制限で第6戦を行う。
- レギュラーシーズン2位のチームが2チームある場合
  - 当該2チームで第1ステージを行う。
  - この場合の興行権利は前年のレギュラーシーズン成績上位のチームが全試合獲得する。
  - このケースで第3戦が終わって成績がタイの場合、以下の順番で第2ステージ進出チームを決定する。
    1. 当該チーム間のレギュラーシーズンの対戦成績
    2. 勝率1位チームとの対戦成績
    3. セ・パ交流戦を除いたリーグ戦成績
- レギュラーシーズン1位のチームが1チームのみで、レギュラーシーズン3位のチームが2チームある場合
  - 3位決定戦を延長無制限で行い、第1ステージ進出チームを決める。
  - この場合の興行権利は前年のレギュラーシーズン成績上位のチームが獲得する。

なお、この方式では「既に3位が確定しているチームが1位チームに敗れることによって、自身のプレーオフ進出が決定する」という矛盾が存在していた。例えば既に3位が確定している甲が、この試合に敗れれば丙との同率1位が確定する乙と対戦した場合、仮に甲が乙に勝利すると、1位が乙・丙の2チームになるので、プレーオフはこの2チームのみが戦い、3位甲は進出できなくなってしまう。反対に甲が乙に敗れると、1位乙、2位丙、3位甲、となり、進出できることになる。このように「敗れることがチームにとっての利益（すなわちプレーオフ進出）になる」という八百長を助長しかねない制度上の不備があった。実際、2005年のパ・リーグは3位が確定していた西武がソフトバンクに敗れることにより、ソフトバンクの単独1位が決定、3位の西武はプレーオフ進出決定となった。
2004・2005年のレギュラーシーズンの1位はともに福岡ソフトバンクホークス（2004年は福岡ダイエーホークス）だったが、両年とも2位とのゲーム差は4.5と、あと0.5ゲームの差で1勝のアドバンテージがつかなかったことが災いし、第2ステージは2回とも2勝3敗で敗退。このため、1位通過チームと1stステージ勝利チームとの不公平性などが内外で議論を呼んだ。また、2004・2005年ともに第1ステージ勝利チームが日本一となったことで、セ・リーグ優勝チームとの不公平性も議論された。

### 2006年の開催方式
2006年シーズンでは以下の変更が行われた。
- 第1ステージ - 変更なし
- 第2ステージ
  - レギュラーシーズン1位チームに無条件で1勝のアドバンテージが与えられる。このため、第2ステージは4戦制となった。
  - 試合の興行権利は、第1・2戦がレギュラーシーズン1位チームが、第3・4戦が第1ステージ勝者が獲得する。
- レギュラーシーズンと同様に予告先発が設けられる。
- 延長戦の実施方法および年間順位決定方法（実例：2006年の福岡ソフトバンクホークス）については変更なし。

また、レギュラーシーズンでの順位が同率となった場合、以下の順番で順位を決定することになった。これにより、レギュラーシーズンでの順位が同率となった場合の例外規定が廃止され、「既に3位が確定しているチームが1位チームに敗れることによって、自身のプレーオフ進出が決定する」という矛盾や、1位同率により3位チームが進出権喪失となるケースは解消された。
1. 当該チーム間の対戦成績
2. 前年の順位

### 対戦成績（2004年 - 2006年）
※チーム名に続く括弧内はレギュラーシーズンの順位。勝利チーム名のうち、当シリーズ優勝（日本シリーズに出場）したチームは太字で示す。
星取表の「A」において、☆はアドバンテージによる1勝を表す。
| 開催年      | ステージ | ステージ | 開催球場               | 勝利チーム          | 成績   | 星取表 | 星取表 | 星取表 | 星取表 | 星取表 | 星取表 | 敗戦チーム          |
| 開催年      | 名称     | 試合制   | 開催球場               | 勝利チーム          | 成績   | A      | 1      | 2      | 3      | 4      | 5      | 敗戦チーム          |
| ----------- | -------- | -------- | ---------------------- | ------------------- | ------ | ------ | ------ | ------ | ------ | ------ | ------ | ------------------- |
| 2004年 詳細 | 第1      | 3        | 西武ドーム             | 西武（2位）         | 2勝1敗 |        | ○      | ●      | ○      |        |        | 日本ハム（3位）     |
| 2004年 詳細 | 第2      | 5        | 福岡ドーム             | 西武（2位）         | 3勝2敗 |        | ●      | ○      | ○      | ●      | ○      | ダイエー（1位）     |
| 2005年 詳細 | 第1      | 3        | 千葉マリンスタジアム   | ロッテ（2位）       | 2勝0敗 |        | ○      | ○      | —      |        |        | 西武（3位）         |
| 2005年 詳細 | 第2      | 5        | 福岡Yahoo! JAPANドーム | ロッテ（2位）       | 3勝2敗 |        | ○      | ○      | ●      | ●      | ○      | ソフトバンク（1位） |
| 2006年 詳細 | 第1      | 3        | インボイスSEIBUドーム  | ソフトバンク（3位） | 2勝1敗 |        | ●      | ○      | ○      |        |        | 西武（2位）         |
| 2006年 詳細 | 第2      | 4        | 札幌ドーム             | 日本ハム（1位）     | 3勝0敗 | ☆      | ○      | ○      | —      | —      |        | ソフトバンク（3位） |

### レギュラーシーズン順位別の本シリーズ優勝回数
| 順位 | 優勝回数 | 該当する年度・チーム        |
| ---- | -------- | --------------------------- |
| 1位  | 1        | 2006年・日本ハム            |
| 2位  | 2        | 2004年・西武 2005年・ロッテ |
| 3位  | 0        | なし                        |